# 7-й гвардейский кавалерийский корпус
7-й гвардейский кавалерийский Бранденбургский ордена Ленина, Краснознамённый, ордена Суворова корпус — гвардейский кавалерийский корпус в составе Вооружённых сил СССР во время Великой Отечественной войны.
Сокращённое наименование — 7 гв. кк.

## История
Свою историю корпус ведёт от 8-го кавалерийского корпуса. 
За образцовое выполнение заданий командования, мужество и героизм личного состава в боях под Сталинградом корпус 14 февраля 1943 года был преобразован в 7-й гвардейский кавалерийский корпус, а его дивизии — в 14, 15 и 16-ю гвардейские кавалерийские.
Приказом Ставки ВГК № 46134 от 27.04.1943 г. личный состав 4-го кавалерийского корпуса был включен в состав 7-го гвардейского кавалерийского корпуса.
После боёв в Донбассе корпус участвовал в освобождении Украины и Белоруссии. Находясь в составе Центрального фронта, дивизии корпуса содействовали войскам 13-й армии в освобождении г. Чернигов (21.9.43). Через 4 дня кавалеристы с ходу форсировали р. Днепр и захватили плацдарм на её западном берегу в районе Дымарка, Неданчичи.
В январе 1944 года соединения корпуса во взаимодействии с 55-й и 415-й стрелковыми дивизиями 61-й армии Белорусского фронта освободили г. Мозырь.
В Люблин-Брестской операции 1944 года корпус действовал на левом крыле 1-го Белорусского фронта.
За успешные действия в этой операции корпус 9 августа 1944 года был награждён орденом Красного Знамени.
В боях на территории Германии одним из первых вступил в пределы бывшей Бранденбургской провинции, за что получил почётное наименование Бранденбургского.
В апреле 1945 года за успешные действия по уничтожению противника в Восточной Померании награждён орденом Суворова 2-й степени.
Завершающим этапом боевого пути корпуса было его участие в Берлинской наступательной операции в составе 1-го Белорусского фронта.
Особенно ожесточённые бои разгорелись в конце апреля за овладение г. Бранденбург, в ходе которых гвардейцы-конники показали высокую стойкость и подлинный героизм. 3-й эскадрон 60-го гвардейского кавалерийского полка с боем форсировал Зило-канал и захватил плацдарм на его южном берегу. Противнику удалось взорвать мост через канал и отрезать эскадрон от основных сил полка. Под прикрытием сильного артиллерийско-миномётного и пулемётного огня гитлеровцы превосходящими силами неоднократно контратаковали боевые порядки конников. Однако каждый раз старший сержант Черненко, Николай Власович и рядовой Панов, Александр Семёнович шквальным огнём из своих пулемётов заставляли противника отступать с большими для него потерями. Мужественные пулемётчики были удостоены звания Героя Советского Союза.
В ходе боёв по окружению и ликвидации берлинской группировки корпус нанёс большие потери противнику, освободил из концлагерей и тюрем свыше 150 тысяч человек разных национальностей. Историк казачества Г. Л. Воскобойников пишет: 

«27 апреля к заместителю командира 16-й гвардейской кавдивизии полковнику Д. Т. Яценко обратился пожилой немец и сказал, что неподалеку находится тюрьма с политическими узниками, подготовленная к взрыву. Немец провел к тюрьме танкистов 32-го танкового полка кавдивизии. Передовой танк под командованием старшего лейтенанта К. К. Захарова с ходу врезался в ворота, за ним остальные танки. Саперы разминировали тюрьму. Около 3,5 тыс. узников-антифашистов из различных стран были освобождены. В числе узников тюрьмы находился Эрих Хонеккер, арестованный фашистами в декабре 1935 года, впоследствии один из руководителей Германской Демократической Республики, с 1971 года — Генеральный секретарь ЦК Социалистической Единой партии Германии».— Освободители Европы
За решительные действия корпуса в Берлинской операции — корпус награждён орденом Ленина.
С лета 1942 года 7-й гвардейский кавалерийской корпус генерала Константинова прошел с боями 6,5 тысяч километров, а его дивизии и полки были награждены 87-ю орденами.
13 октября 1945 года Директивой Генерального Штаба ВС СССР № Орг/1/600 корпус переформирован в 31-ю гвардейскую механизированную дивизию.
Весной 1957 года дивизия переформирована в 25-ю гвардейскую мотострелковую дивизию. 17.11.1964 года номер изменён на 23-й.
Место дислокации после войны — г. Кировобад (Гянджа), 366-й гвмсп в Степанакерте.
Расформирована в 07.1992. Почётные наименование переданы 13-й мотострелковой дивизии СибВО.

## Состав
(на 1 мая 1945 года)
- 14-я гвардейская кавалерийская дивизия.
- 15-я гвардейская кавалерийская дивизия.
- 16-я гвардейская кавалерийская дивизия.
- 145-й гвардейский истребительно-противотанковый артиллерийский Мозырьский Краснознаменный ордена Богдана Хмельницкого полк (с 01.04.1943);
- 1816-й самоходный артиллерийский Мозырьский Краснознаменный ордена Богдана Хмельницкого полк;
- 7-й отдельный гвардейский истребительно-противотанковый Померанский[5] ордена Богдана Хмельницкого[6]дивизион;
- 57-й отдельный гвардейский минометный дивизион;
- 7-й гвардейский минометный Мозырьский Краснознаменный ордена Богдана Хмельницкого полк реактивной артиллерии;
- 1733-й зенитный артиллерийский Лодзинский Краснознаменный ордена Богдана Хмельницкого полк[7].

Части корпусного подчинения:
- 7-й отдельный гвардейский орденов Александра Невского[8] и Красной Звезды[6] дивизион связи (до 20.03.1943 — 13-й отдельный дивизион связи)
- 152-й отдельный автотранспортный батальон, (до 5 мая 1945 года 198-й отдельный автотранспортный батальон)
- 355-я полевая авторемонтная база, с 22.05.1944
- 23-е авиазвено связи, с 14.02.1943
- 236-й прачечный отряд (до 20 марта 1943 года 244-й прачечный отряд)
- 5-й полевой автохлебозавод, с 20.03.1943
- 65-я военно-почтовая станция, с 14.02.1943[9]

- управление
- 366-й гвардейский мотострелковый Мозырский Краснознамённый, ордена Суворова полк, Степанакерт

13 Т-72, 41 БМП-2, 72 БМП-1, 5 БРМ-1К, 2 БТР-70, 12 Д-30, 15 МТ-ЛБТ, 2 ЗСУ-23-4 «Шилка»
- 368-й гвардейский мотострелковый Черниговский ордена Ленина, Краснознамённый, орденов Суворова и Кутузова полк, Шамхор

10 Т-72, 46 БТР-70, 4 БТР-60, 2 БМП-1, 2 БРМ-1К, 12 Д-30, 15 МТ-ЛБТ
- 370-й гвардейский мотострелковый Померанский Краснознамённый, орденов Суворова и Кутузова полк, Шамхор

7 Т-72, 2 БМП-1, 2 БРМ-1К), 2 БТР-60, 12 Д-30, 2 БТР-50ПУ
- 131-й гвардейский танковый Томашовский Краснознамённый, орденов Кутузова и Богдана Хмельницкого полк, Шамхор

31 Т-72, 25 Т-54, 6 БМП-2, 10 БМП-1, 5 БРМ-1К
- 1071-й артиллерийский полк, Шамхор (38 Д-30, 14 БМ-21 «Град»)
- 1041-й зенитный ракетный полк, Нахичевань
- 958-й отдельный ракетный дивизион
- 768-й отдельный разведывательный батальон, Шамхор
- 220-й отдельный батальон связи, Шамхор
- 773-й отдельный инженерно-сапёрный батальон
- 622-й отдельный батальон химической защиты, Степанакерт
- 347-й отдельный ремонтно-восстановительный батальон
- 1543-й отдельный батальон материального обеспечения
- 642-й отдельный медико-санитарный батальон
- Итого: 86 танков, 147 БМП, 54 БТР, 74 орудия, 4 миномёта, 14 РСЗО[10]

## В составе Действующей армии
- 14.02.1943 года по 29.04.1943 года
- 10.09.1943 года по 09.05.1945 года

## Подчинение
- март-май 1943 года- Юго-Западный фронт;
- июнь — июль 1943 года — Степной военный округ;
- август-сентябрь 1943 года — Резерв Ставки Верховного Главнокомандования;
- октябрь 1943 года — 61-я армия;
- ноябрь 1943 года — 65-я армия;
- декабрь 1943 года — Белорусский фронт;
- январь — февраль 1944 года — 61-я армия;
- март — апрель 1944 года — 2-й Белорусский фронт;
- май 1944 года — 69-я армия;
- июнь 1944 года — май 1945 года — 1-й Белорусский фронт[11].

## Командный состав

### Командиры корпуса
- по 02.1943 — Борисов, Михаил Дмитриевич, ген.-майор (попал в плен в феврале 1943)
- короткое время после ранения Борисова, при выводе из окружения Чаленко, полковник
- с 25.02.1943 по 20.03.1943 — Головановский, Ричард Иванович, полковник
- с 21.03.1943 по 04.06.1943 — Шарабурко, Яков Сергеевич, ген.-майор
- с 07.06.1943 по 06.10.1943 — Малеев, Михаил Фёдорович, ген.-майор
- с 07.10.1943 по 12.1945 — Константинов, Михаил Петрович, ген.-майор, с 26.07.1944 — ген.-лейтенант

### Начальники штаба корпуса (дивизии)
- Сабуров, Иван Дмитриевич, полковник (погиб в феврале 1943)
- С 21.09.1943 по 11.01.1946 ЩИТОВ-ИЗОТОВ Иван Иосифович, генерал-майор
- с 15.01.1952 по 17.11.1955 Евсюков, Владимир Иосифович, полковник

### Заместитель командира корпуса по строевой части
- с 14.02.1943 по 23.02.1943 — Дудко, Степан Иванович, ген.-майор (убит 23.02.1943)

### Заместители командира корпуса по политической части (до октября 1942 — Военный комиссар)
- с 14.02.1943 по 16.06.1943 — Белов Михаил Никандрович, полковник
- с 04.05.1943 по 16.06.1943 — Карцев Алексей Васильевич, полковник

### Начальник политотдела (с июня 1943 г. он же заместитель командира по политической части)
- с 14.02.1943 по 23.02.1943 — Карпушенко Александр Алексеевич, полковник (погиб 23 февраля 1943 в 12 часов дня у высоты 278,5 (юго-запад деревни Мало-Николаевка). Согласно немецким документам комиссар был в одних санях с генералом Борисовым М. Д., отстреливался до последнего патрона и был расстрелян из стрелкового оружия немецким лейтенантом Клейнертом из 302 пд. Генерал Борисов М. Д. невредимым сдался в немецкий плен.
- с 23.02.1943 по 16.06.1943 — Мальцев Фёдор Иванович, подполковник
- с 16.06.1943 по 15.01.1946 — Степаненко Владимир Андреевич, гв. полковник

### Начальник автобронетанковой службы штаба корпуса
- с декабря 1943 года по апрель 1945 — Кравцов Пётр Иванович, полковник

### Начальник оперативного отдела
- на 02.45 — Рышков, Михаил Петрович, гв. полковник
- на 05.45 — Ракитин Николай Иванович, гв. подполковник[12]

## Награды и почётные наименования
| Награда (наименование)    | Дата награждения                                | За что награждена |
| ------------------------- | ----------------------------------------------- | --- |
| «Гвардейский»             | 14 февраля 1943 года                            | Почетное звание присвоено приказом Народного Комиссара обороны № 78 от 14 февраля 1943 года за образцовое выполнение заданий командования, мужество и героизм личного состава в боях под Сталинградом ;                            |
| Орден Красного Знамени    | Указ Президиума ВС СССР от 09 августа 1944 года | Награждён за образцовое выполнение заданий командования в боях с немецкими захватчиками, за овладение городом Люблин и проявленные при этом доблесть и мужество;                                                                   |
| «Бранденбургский»         | 05 апреля 1945 года                             | Почетное наименование присвоено приказом Верховного Главнокомандующего № 058 от 5 апреля 1945 года за отличие в боях при вторжении в провинцию Бранденбург;                                                                        |
| Орден Суворова II степени | Указ Президиума ВС СССР от 26 апреля 1945 года  | Награжден за образцовое выполнение заданий командования в боях с немецкими захватчиками при овладении городами Бельгард, Трептов, Грайфенберг, Каммин, Гюльцов, Плате и проявленные при этом доблесть и мужество.                  |
| Орден Ленина              | Указ Президиума ВС СССР от 28 мая 1945 года     | Награждён за образцовое выполнение заданий командования в боях с немецкими захватчиками по завершению окружения Берлина, овладению городами Науэн, Эльшталь, Рорбек, Марквардт, Кетцин и проявленные при этом доблесть и мужество; |

## Отличившиеся воины
За мужество и отвагу в годы войны несколько тысяч гвардейцев-кавалеристов награждены орденами и медалями, 143 присвоено звание Героя Советского Союза, 19 воинов стали кавалерами ордена Славы 3-й степеней.

### Герои Советского Союза
| №  | Фото | Фамилия Имя Отчество годы жизни                         | Должность | Звание                    | Дата Указа | Обстоятельства подвига                                                          |
| -- | ---- | ------------------------------------------------------- | --- | ------------------------- | ---------- | ------------------------------------------------------------------------------- |
| 1  |      | Агафонов Алексей Иванович (16.03.1924 — 15.05.1978)     | командир расчёта противотанкового ружья 7-го гвардейского истребительно-противотанкового дивизиона                              | гвардии красноармеец      | 15.01.1944 | За мужество и героизм, проявленные при форсировании Днепра                      |
| 2  |      | Агафонов Алексей Сергеевич (24.02.1911 — 22.11.1943)    | командир отделения 16-го гвардейского отдельного сапёрного эскадрона 15-й гвардейской кавалерийской дивизии                     | гвардии старший сержант   | 15.01.1944 | За мужество и героизм, проявленные при форсировании Днепра                      |
| 3  |      | Аннаев Ораз (1913 — 23.10.1943)                         | помощник командира сабельного взвода 55-го гвардейского кавалерийского полка 15-й гвардейской кавалерийской дивизии             | гвардии старшина          | 15.01.1944 | За мужество и героизм, проявленные при форсировании Днепра                      |
| 4  |      | Арзуманов Гурген Мерзаевич (10.03.1914 — 22.09.1943)    | командир эскадрона 54-го гвардейского кавалерийского полка 14-й гвардейской кавалерийской дивизии                               | гвардии лейтенантт        | 15.01.1944 | За мужество и героизм, проявленные при форсировании Снова                       |
| 5  |      | Байрамдурдыев Таган (1909 — 22.05.1977)                 | наводчик станкового пулемёта 54-го гвардейского кавалерийского полка 14-й гвардейской кавалерийской дивизии                     | гвардии красноармеец      | 27.02.1945 | За мужество и героизм, проявленные при форсировании Одера                       |
| 6  |      | Бирюков Василий Яковлевич (09.08.1915 — 14.04.1993)     | Заместитель командира 52-го гвардейского кавалерийского полка 14-й гвардейской кавалерийской дивизии                            | гвардии майор             | 27.02.1945 | За мужество и героизм, проявленные при форсировании Одера                       |
| 7  |      | Бредихин Николай Фёдорович (29.09.1919 — 17.12.1991)    | начальник штаба 60-го танкового полка 15-й гвардейской кавалерийской дивизии                                                    | майор                     | 15.01.1944 | за форсирование реки Снов                                                       |
| 8  |      | Ганжела Иван Васильевич (15.10.1924 — 22.09.1968)       | наводчик противотанкового ружья 7-го гвардейского истребительно-противотанкового дивизиона                                      | гвардии рядовой           | 15.01.1944 |                                                                                 |
| 9  |      | Гладков Стефан Яковлевич (20.09.1907 — 12.11.1975)      | командир отделения противотанковых ружей 7-го гвардейского истребительно-противотанкового дивизиона                             | гвардии сержант           | 15.01.1944 | за форсирование реки Днепр                                                      |
| 10 |      | Горбачёв Афанасий Семёнович (04.09.1919 — 03.05.1967)   | командир отделения взвода связи 55-го гвардейского кавалерийского полка 15-й гвардейской кавалерийской дивизии                  | гвардии старший сержант   | 27.02.1945 | За мужество и героизм, проявленные при форсировании Одера.                      |
| 11 |      | Гордеев Александр Семёнович (15.04.1903 — 16.10.1975)   | помощник наводчика противотанкового ружья 7-го гвардейского кавалерийского истребительно-противотанкового дивизиона             | гвардии красноармеец      | 15.01.1944 | За мужество и героизм, проявленные при форсировании Днепра.                     |
| 12 |      | Григорьев, Николай Васильевич (14.10.1918 — 13.01.1976) | командир орудия 147-го гвардейского артиллерийско-миномётного полка 15-й гвардейской кавалерийской дивизии                      | гвардии сержант           | 27.02.1945 | За мужество и героизм, проявленные при прорыве обороны противника на реке Висла |
| 13 |      | Докучаев, Михаил Степанович (02.06.1925 — 09.08.2003)   | командир 45-мм орудия 55-го гвардейского кавалерийского полка 15-й гвардейской кавалерийской дивизии                            | гвардии сержант           | 27.02.1945 | За мужество и героизм, проявленные при прорыве обороны противника на реке Висла |
| 14 |      | Дулебо, Антон Николаевич (14.01.1920 — 11.12.1983)      | командир 1-го сабельного эскадрона 56-го гвардейского кавалерийского полка 14-й гвардейской кавалерийской дивизии               | гвардии старший лейтенант | 27.02.1945 | За мужество и героизм, проявленные при форсировании реки Одер                   |
| 15 |      | Дурдыев, Реджеп (1914 — 1963)                           | наводчик ручного пулемёта взвода разведки 56-го гвардейского кавалерийского полка 14-й гвардейской кавалерийской дивизии        | гвардии красноармеец      | 27.02.1945 | За мужество и героизм, проявленные при форсировании реки Одер                   |
| 16 |      | Еделев, Пётр Васильевич (09.06.1909 — 23.03.1973)       | номер расчёта противотанкового ружья 7-го гвардейского истребительно-противотанкового дивизиона                                 | гвардии красноармеец      | 15.01.1944 | За мужество и героизм, проявленные при форсировании реки Днепр                  |
| 17 |      | Жуков, Валентин Семёнович (01.02.1916 — 18.05.1968)     | командир 45-мм орудия 53-го гвардейского кавалерийского полка 15-й гвардейской кавалерийской дивизии                            | гвардии старший сержант   | 24.12.1943 | За мужество и героизм, проявленные при форсировании реки Снов                   |
| 18 |      | Зудлов, Сергей Анфиногенович (1919 — 21.09.1943)        | командир взвода разведки 57-го гвардейского кавалерийского полка 15-й гвардейской кавалерийской дивизии                         | гвардии младший лейтенант | 15.01.1944 | за форсирование реки Снов                                                       |
| 19 |      | Кайкин, Василий Матвеевич (09.06.1910 — 31.01.1945)     | командир пулемётного расчёта 54-го гвардейского кавалерийского полка 14-й гвардейской кавалерийской дивизии                     | гвардии старший сержант   | 27.02.1945 | за форсирование реки Одер                                                       |
| 20 |      | Калдыкораев, Джумагали (28.03.1922 — 26.01.1944)        | помощник наводчика противотанкового ружья 7-го гвардейского истребительно-противотанкового дивизиона                            | гвардии красноармеец      | 15.01.1944 | за форсирование реки Днепр                                                      |
| 21 |      | Калинин, Борис Петрович (20.07.1913 — 10.10.1943)       | командир огневого взвода 45-миллиметровых орудий 53-го гвардейского кавалерийского полка 15-й гвардейской кавалерийской дивизии | гвардии младший лейтенант | 24.12.1943 | за форсирование реки Днепр                                                      |
| 22 |      | Кардашенко, Юрий Борисович (08.08.1923 — 28.04.1989)    | помощник командира пулемётного взвода 54-го гвардейского кавалерийского полка 14-й гвардейской кавалерийской дивизии            | гвардии старший сержант   | 27.02.1945 | за форсирование реки Одер                                                       |
| 23 |      | Касков, Леонид Александрович (09.08.1911 — 23.01.1998)  | командир эскадрона 54-го гвардейского кавалерийского полка 14-й гвардейской кавалерийской дивизии                               | гвардии старший лейтенант | 27.02.1945 | за форсирование реки Одер                                                       |
| 24 |      | Катаев, Михаил Максимович (03.12.1903 — 26.01.1944)     | наводчик противотанкового ружья 7-го гвардейского истребительно-противотанкового дивизиона                                      | гвардии старшина          | 15.01.1944 | за форсирование реки Днепр                                                      |
| 25 |      | Клименко, Кондрат Гаврилович (25.10.1913 — 10.03.1945)  | заместитель командира 54-го гвардейского кавалерийского полка 14-й гвардейской кавалерийской дивизии                            | гвардии майор             | 27.02.1945 | за форсирование реки Одер                                                       |
| 26 |      | Клиновицкий, Клим Тимофеевич (1924 — 27.07.1944)        | командир пулемётного расчёта 52-го гвардейского кавалерийского полка 14-й гвардейской кавалерийской дивизии                     | гвардии сержант           | 24.03.1945 | бросился с гранатами под танк                                                   |
| 27 |      | Клычев, Мухамед (1906 — 1945)                           | командир расчёта противотанкового ружья 57-го гвардейского кавалерийского полка 15-й гвардейской кавалерийской дивизии          | гвардии младший сержант   | 27.02.1945 | за освобождение города Калиш                                                    |
| 28 |      | Кобяков, Борис Ильич (06.08.1900 — 25.05.1965)          | командир 56-го гвардейского кавалерийского полка 14-й гвардейской кавалерийской дивизии                                         | гвардии подполковник      | 27.02.1945 | за отличие в Висло-Одерской операции                                            |
| 29 |      | Козлов, Александр Герасимович (06.02.1918 — 22.11.1943) | наводчик орудия 53-го гвардейского кавалерийского полка 15-й гвардейской кавалерийской дивизии                                  | гвардии старший сержант   | 24.12.1943 | за отличие в Черниговско-Припятской операции                                    |
| 30 |      | Колбнев, Василий Фёдорович (24.02.1906 — 18.02.1945)    | командир взвода 18-го гвардейского отдельного дивизиона ПВО 14-й гвардейской кавалерийской дивизии                              | гвардии старший лейтенант | 31.05.1945 | за отличие в Восточно-Померанской операции                                      |
| 31 |      | Константинов, Михаил Петрович (04.11.1900 — 30.05.1990) | командир корпуса | гвардии генерал-лейтенант | 06.04.1945 | за отличие в Висло-Одерской операции                                            |
| 32 |      | Корнеев, Иван Ильич (05.05.1914 — 14.06.1989)           | наводчик орудия 147-го гвардейского артиллерийского полка 15-й гвардейской кавалерийской дивизии                                | гвардии сержант           | 27.02.1945 | за бой по ликвидации фашистской группировки в районе города Пабьянице           |
| 33 |      | Косяков, Михаил Александрович (02.09.1903 — 20.07.1981) | химинструктор 56-го гвардейского кавалерийского полка 14-й гвардейской кавалерийской дивизии                                    | гвардии сержант           | 27.02.1945 | за форсирование Одера                                                           |
| 34 |      | Лапин, Иван Георгиевич (23.12.1916 — 12.01.1944)        | командир миномётной батареи 56-го гвардейского кавалерийского полка 14-й гвардейской кавалерийской дивизии                      | гвардии старший лейтенант | 24.12.1943 | за форсирование Днепра                                                          |
| 35 |      | Липатов, Александр Фёдорович (03.08.1919 — 03.03.1945)  | командир взвода разведки 54-го гвардейского кавалерийского полка 14-й гвардейской кавалерийской дивизии                         | гвардии лейтенант         | 27.02.1945 | за форсирование Одера                                                           |
| 36 |      | Маркин, Иосиф Борисович (03.06.1916 — 22.01.1945)       | разведчик 53-го гвардейского кавалерийского полка 15-й гвардейской кавалерийской дивизии                                        | гвардии сержант           | 27.02.1945 | за освобождение города Калиш                                                    |
| 37 |      | Марков, Виктор Степанович (08.11.1921 — 23.09.1943)     | командир роты танков Т-70 60-го танкового полка 15-й гвардейской кавалерийской дивизии                                          | лейтенант                 | 26.04.1944 | за освобождение села Старая Рудня                                               |
| 38 |      | Мастрюков, Николай Трофимович (1915 — 17.11.1943)       | командир эскадрона 53-го гвардейского кавалерийского полка 15-й гвардейской кавалерийской дивизии                               | гвардии лейтенант         | 15.01.1944 | за форсирование Снова и Днепра                                                  |
| 39 |      | Махмудов, Джура (16.06.1915 — 09.01.1987)               | командир расчёта станкового пулемёта 57-го гвардейского кавалерийского полка 15-й гвардейской кавалерийской дивизии             | гвардии сержант           | 27.02.1945 | за мужество и героизм при освобождении города Калиш                             |
| 40 |      | Маштаков, Павел Семёнович (19.05.1920 — 09.08.2012)     | командир орудия 146-го гвардейского артиллерийско-миномётного полка 14-й гвардейской кавалерийской дивизии                      | гвардии старший сержант   | 24.03.1945 | за мужество и героизм в боях за населённый пункт Клайнитц                       |
| 41 |      | Рыжов Александр Петрович (15.02.1920 — 14.01.1976)      | помощник наводчика противотанкового ружья 7-го гвардейского истребительно-противотанкового дивизиона                            | гвардии рядовой           | 15.01.1944 |                                                                                 |
| 42 |      | Сазонов Афанасий Илларионович (18.07.1915 — 28.01.1987) | наводчик противотанкового ружья 7-го гвардейского истребительно-противотанкового дивизиона                                      | гвардии старшина          | 15.01.1944 |                                                                                 |
| 43 |      | Шморгун Николай Иванович (13.01.1913 — 30.01.1944)      | командир расчёта противотанкового ружья 7-го гвардейского истребительно-противотанкового дивизиона                              | гвардии рядовой           | 15.01.1944 | За форсирование Днепра                                                          |
| 44 |      | Шапочка, Иван Тимофеевич (28.09.1909 — 22.06.1994)      | помощник командира взвода противотанковых ружей 7-го гвардейского истребительно-противотанкового дивизиона                      | гвардии красноармеец      | 15.01.1944 |                                                                                 |

Материал составлен на основе: «Герои Советского Союза. Краткий биографический словарь в двух томах» — М.: Воениздат, 1987; Указ Президиума Верховного Совета от 05.03.1945. (Архив Министерства обороны РФ.)

### Кавалеры ордена Славы трёх степеней
- 14-я гвардейская кавалерийская дивизия — 13 человек
- 15-я гвардейская кавалерийская дивизия — 1 человек
- 16-я гвардейская кавалерийская дивизия — 5 человек